# Przetoki tętnic wieńcowych

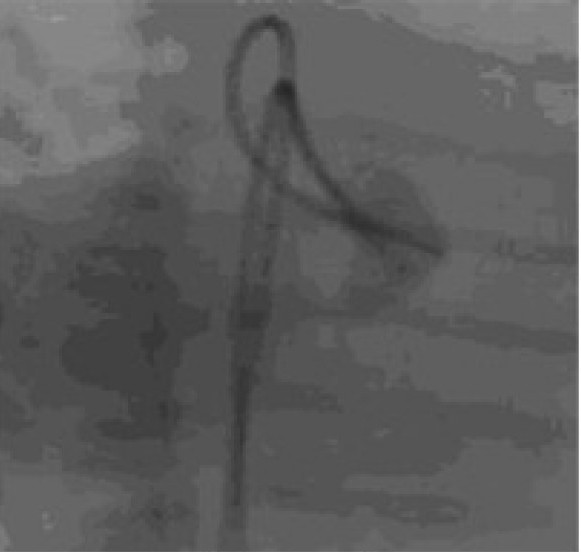
Poszerzona przetoka między prawą tętnicą wieńcową (RCA) a prawym przedsionkiem

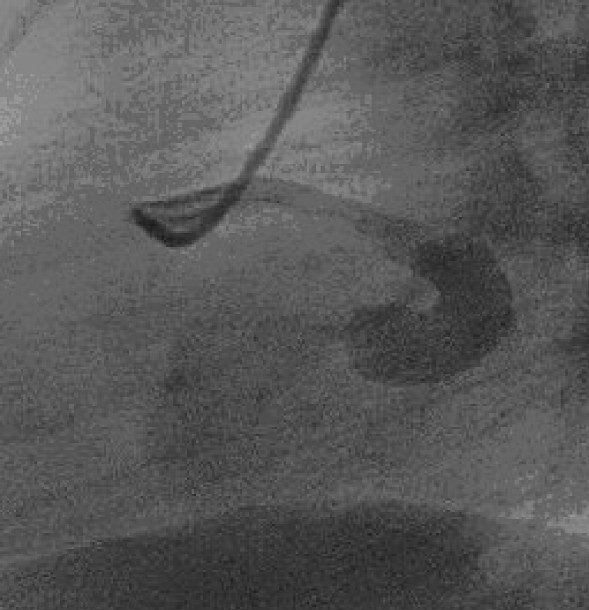
Przetoka między proksymalnym odcinkiem RCA a prawym przedsionkiem

Przetoki tętnic wieńcowych (malformacje tętniczo-żylne naczyń wieńcowych, ang. coronary arterial fistulas, CAF) – rzadkie nieprawidłowości krążenia wieńcowego, polegające na występowaniu połączenia między tętnicami wieńcowymi a jamami serca albo dużymi naczyniami. Większość przetok tętnic wieńcowych jest wrodzonych, chociaż mogą być również pochodzenia jatrogennego.

## Epidemiologia
CAF są rzadkimi wadami, zwykle izolowanymi. Dokładna częstość nie jest znana. Większość przetok jest wrodzona, chociaż niekiedy powstają jatrogennie jako powikłanie operacji kardiochirurgicznych, takich jak wymiana zastawki, pomostowanie tętnic wieńcowych albo powtarzane biopsje mięśnia sercowego.

## Rozpoznanie
Wady tego typu mogą być wykryte w EKG i zdjęciu rentgenowskim klatki piersiowej. Badanie USG (2D i kolorowy Doppler) są pomocne w wykazaniu poszerzenia naczynia i miejsca przecieku, ale trudno przy ich pomocy określić relacje anatomiczne wady. MRI może potwierdzić rozpoznanie. Główną techniką diagnostyczną jest angiografia.

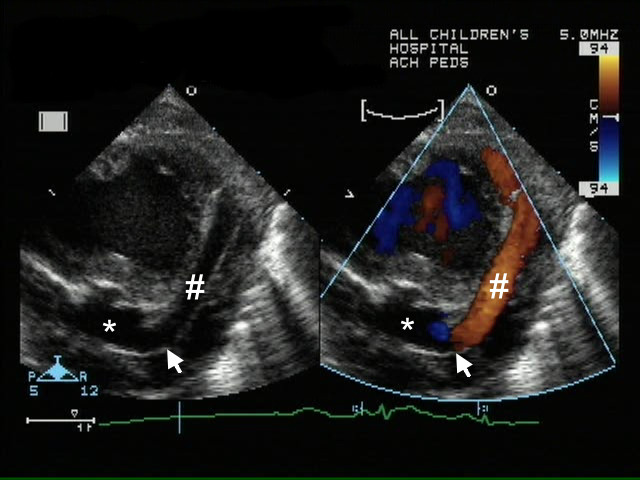
2D Doppler (po lewej) i kolorowy Doppler (po prawej); nieprawidłowy obraz krótkiej osi LV. Duża przetoka tętnicy wieńcowej (strzałka) do koniuszka lewej komory (*)

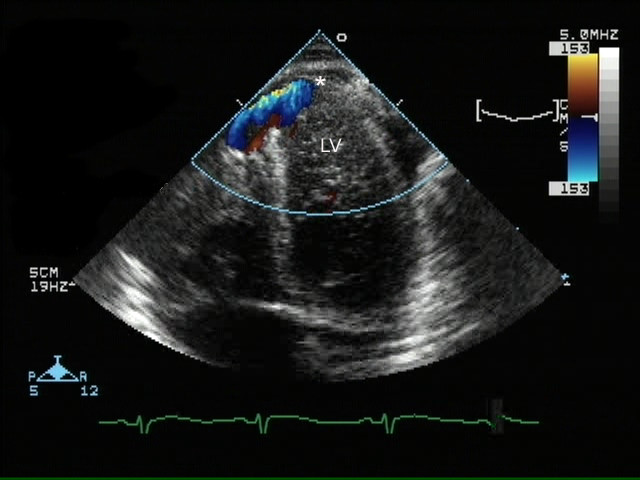

## Leczenie
Leczenie wrodzonych przetok tętnic wieńcowych powinno obejmować pacjentów z objawami klinicznymi niedokrwienia mięśnia sercowego. Zamykane są one z reguły za pomocą tzw. koili wprowadzanych cewnikiem z dostępu z tętnicy lub żyły udowej.